# Lubaria aroensis
Lubaria aroensis är en vinruteväxtart som beskrevs av Henri François Pittier. Lubaria aroensis ingår i släktet Lubaria och familjen vinruteväxter. Inga underarter finns listade i Catalogue of Life.